# Lavandula stoechas
Lavandula stoechas (oải hương Tây Ban Nha, oải hương Pháp, oải hương cánh bướm, French lavender, Spanish lavender, topped lavender) là một loài thực vật có hoa trong họ Hoa môi. Loài này được L. mô tả khoa học đầu tiên năm 1753.

## Hình ảnh

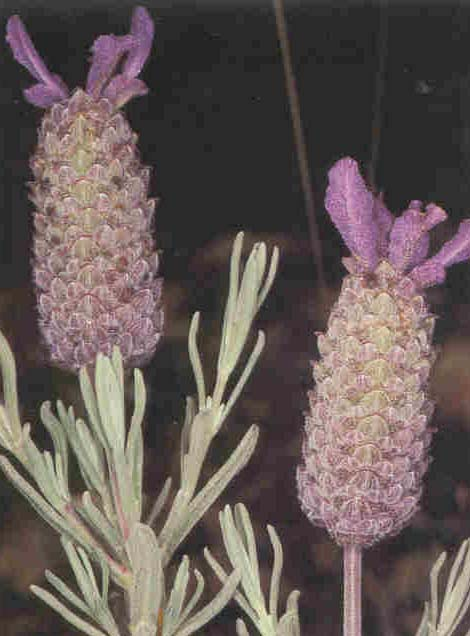
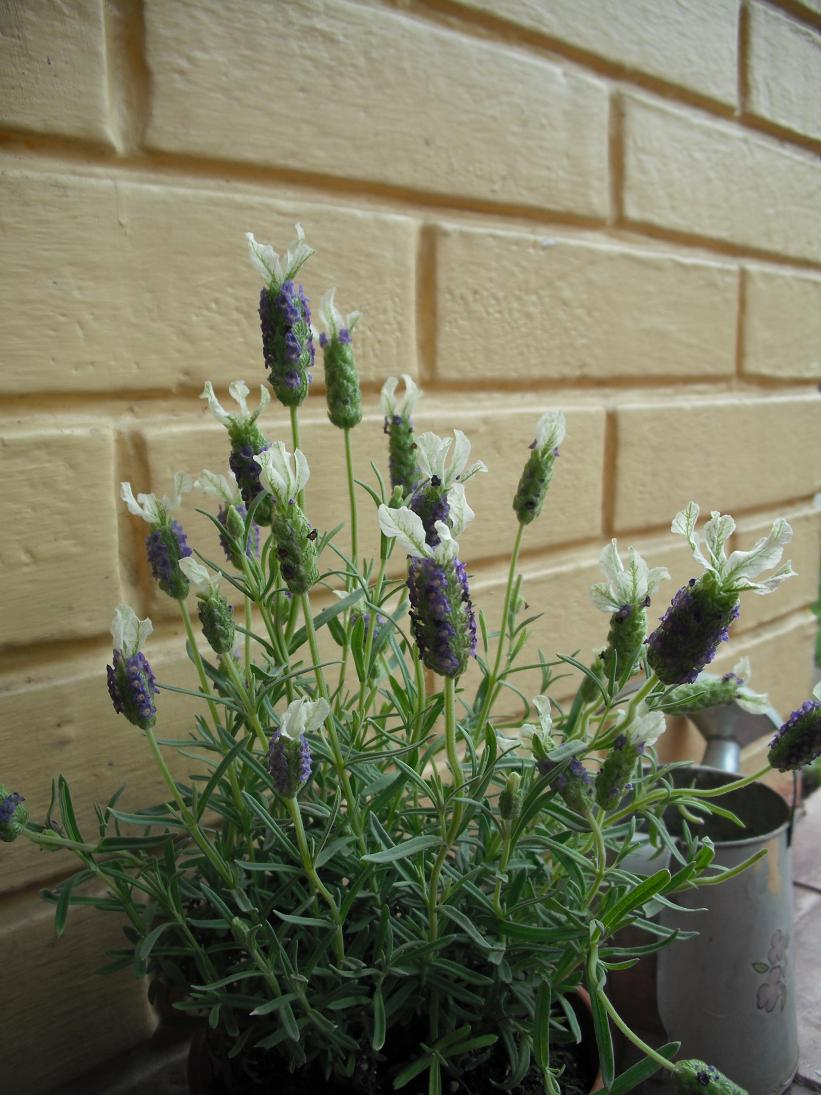
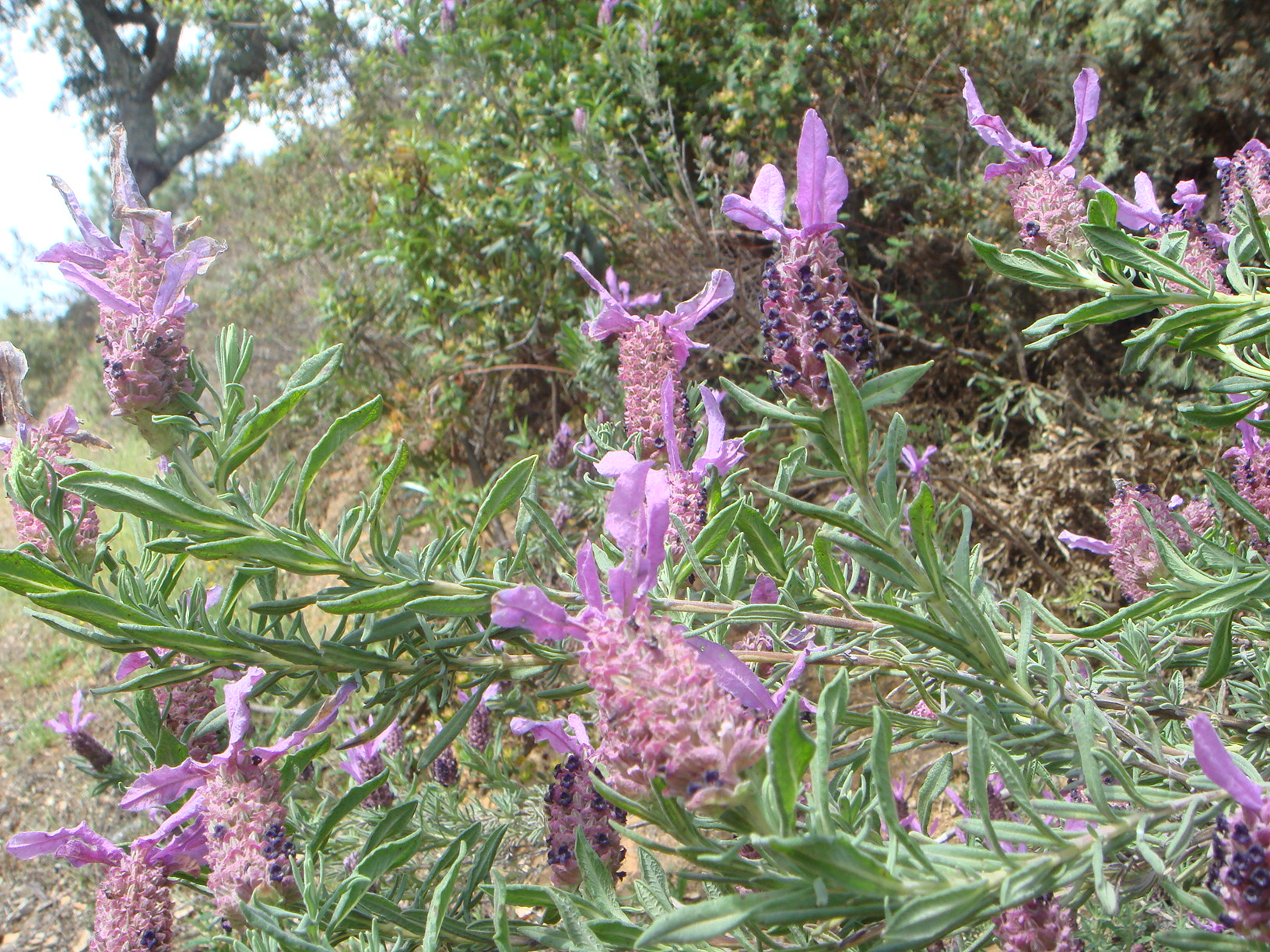
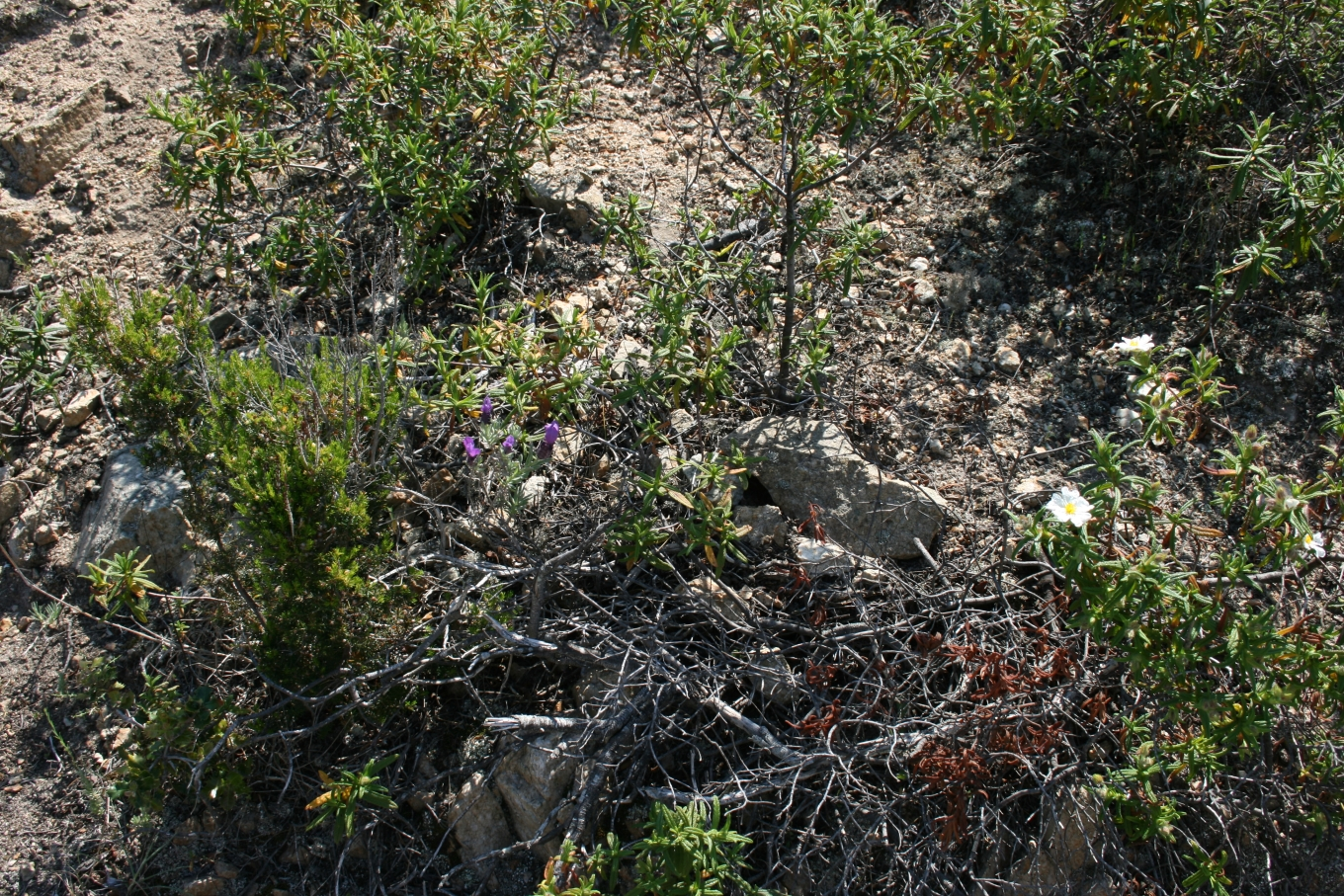